# Colegio Pío XII
El Colegio Pío XII (en portugués: Colégio Pio XII) es una antigua escuela de Belo Horizonte, en Minas Gerais, Brasil, localizada específicamente en el barrio Santo Agostinho, que actualmente posee una cuadra de extensión
Inaugurado en 1942, el Colegio Pío XII es administrado por las hermanas de la congregación salesiana. A partir del año 2000, el Colegio Pío XII pasó a hacer parte de la Red Salesiana de Escuelas, factor decisivo para su cambio positivo en el escenario de Belo Horizonte.